# Arbaaz Khan
Pour les articles homonymes, voir Khan (homonymie).
Arbaaz Khan est un acteur de Bollywood né le 4 août 1967 à Bombay (Inde).
Sa femme, Malaika Arora Khan, est actrice et mannequin et sœur d'Amrita Arora. Il a deux frères nommés Salman Khan et Sohail Khan, tous deux acteurs. Il a un fils nommé Arhaan né en 2003.

## Filmographie
| Année | Titre                                | Rôle                    | Réalisateur                         | Acteurs | Notes                                                  |  |
| ----- | ------------------------------------ | ----------------------- | ----------------------------------- | --- | ------------------------------------------------------ |  |
| 1996  | Daraar                               | Vikram                  | Abbas-Mustan                        | Juhi Chawla, Rishi Kapoor                                                                                                 | Lauréat, Meilleure performance dans un rôle de méchant |  |
| 1998  | Pyaar Kiya To Darna Kya              | Vishal Thakur           | Sohail Khan                         | Salman Khan, Kajol, Dharmendra                                                                                            | Nommé, Meilleur acteur dans un second rôle             |  |
| 1999  | Hello Brother                        | Inspector Vishal        | Sohail Khan                         | Salman Khan, Rani Mukherjee                                                                                               | Inspector Vishal                                       |  |
| 2002  | Maa Tujhhe Salaam                    | Albaksh                 | Tinu Verma                          | Sunny Deol, Tabu |                                                        |  |
| 2002  | Yeh Mohabbat Hai                     | Abdul Jamil             | Umesh Mehra                         | Rahul Bhatt, Akanksha Malhotra, Johnny Lever                                                                              |                                                        |  |
| 2002  | Tumko Na Bhool Paayenge              | Veer Singh Thakur       | Pankaj Parashar                     | Salman Khan, Sushmita Sen, Diya Mirza                                                                                     |                                                        |  |
| 2002  | Soch                                 | Om                      | Sushen Bhatnagar                    | Sanjay Kapoor, Raveena Tandon                                                                                             |                                                        |  |
| 2003  | Karishma: A Miracle of Destiny       |                         |                                     | | Série télé                                             |  |
| 2003  | Qayamat: City Under Threat           | Ali Ramani              | Harry Baweja                        | Ajay Devgan, Sunil Shetty, Sanjay Kapoor, Isha Koppikar, Riya Sen, Neha Dhupia                                            |                                                        |  |
| 2003  | Kuch Naa Kaho                        | Sanjeev Shrivastav      | Rohan Sippy                         | Abhishek Bachchan, Aishwarya Rai                                                                                          |                                                        |  |
| 2004  | Garv: Pride and Honour               | Inspector Hyder Ali     | Puneet Issar                        | Salman Khan, Shilpa Shetty, Amrish Puri                                                                                   |                                                        |  |
| 2004  | Wajahh: A Reason to Kill             | Dr. Aditya Bhargava     | Gautam Adhikari                     | Gracy Singh, Shamita Shetty                                                                                               |                                                        |  |
| 2004  | Hulchul                              | Shakti A. Chand         | Priyadarshan                        | Akshaye Khanna, Amrish Puri, Kareena Kapoor, Arshad Warsi Sunil Shetty, Jackie Shroff, Paresh Rawal                       |                                                        |  |
| 2005  | Maine Pyaar Kyun Kiya                | Man on Plane            | David Dhawan                        | Salman Khan, Sushmita Sen, Katrina Kaif                                                                                   |                                                        |  |
| 2005  | Taj Mahal: An Eternal Love Story     | Aurangzeb               | Akbar Khan                          | Kabir Bedi, Manisha Koirala, Sonya Jehan, Pooja Batra                                                                     |                                                        |  |
| 2005  | Jai Chiranjeeva                      | Pasupati                | K. Vijaya Bhaskar                   | Chiranjeevi, Sameera Reddy, Bhoomika Chawla                                                                               |                                                        |  |
| 2006  | Malamaal Weekly                      | Jayesh Agarwal          | Priyadarshan                        | Paresh Rawal, Om Puri, Ritesh Deshmukh, Reema Sen, Rajpal Yadav                                                           |                                                        |  |
| 2006  | Iqraar: By Chance                    | CBI Officer R.B. Mathur | K. Ravi Shankar                     | Shilpa Anand, Amarjeet Shukla, Rahul Dev                                                                                  |                                                        |  |
| 2006  | Bhagam Bhag                          | Vikram Chauhan          | Priyadarshan                        | Akshay Kumar, Govinda, Lara Dutta, Jackie Shroff, Paresh Rawal, Manoj Joshi, Tanushree Dutta, Rajpal Yadav, Shakti Kapoor |                                                        |  |
| 2007  | Shootout at Lokhandwala              | Inspector Javed Khan    | Apoorva Lakhia                      | Amitabh Bachchan, Sanjay Dutt, Suniel Shetty, Vivek Oberoi                                                                |                                                        |  |
| 2007  | Fool N Final                         | Moscow Chikna           | Ahmed Khan                          | Vivek Oberoi, Shahid Kapoor, Sunny Deol, Ayesha Takia, Sameera Reddy                                                      |                                                        |  |
| 2007  | Dhol                                 | Jaishankar 'Jai' Yadav  | Priyadarshan                        | Sharman Joshi, Tusshar Kapoor, Kunal Khemu, Rajpal Yadav, Tanushree Dutta                                                 | Comedie                                                |  |
| 2007  | Dus Kahaniyaan (segment "Matrimony") | Rahul Sarin             | Réalisateur du segment Sanjay Gupta | Mandira Bedi, Sudhanshu Pandey                                                                                            | film composé de 10 courts métrages                     |  |
| 2007  | Godfather                            | Shakir Khan             | Hariday Shetty                      | Vinod Khanna, Meera, Ajab Gul, Amrita Arora                                                                               |                                                        |  |
| 2007  | Om Shanti Om                         |                         | Farah Khan                          | | Spécial apparence in song, Deewangi Deewangi           |  |
| 2008  | Woodstock Villa                      | Jatin                   | Hansal Mehta                        | Sikandar Kher (en), Gulshan Grover, Sachin Khedekar, Neha Oberoi                                                          |                                                        |  |
| 2008  | Thodi Life Thoda Magic               |                         | Vinayak Rajesh                      | Jackie Shroff, Parmeet Sethi, Paresh Rawal                                                                                |                                                        |  |
| 2008  | Jaane Tu Ya Jaane Na                 | Bagheere                | Abbas Tyrewala, Prateik Babbar      | Genelia D'Souza, Imraan Khan                                                                                              |                                                        |  |
| 2008  | Hello                                | Anuj                    | Atul Agnihotri                      | Salman Khan, Sharman Joshi, Katrina Kaif, Sohail Khan, Isha Koppikar, Gul Panag, Amrita Arora                             |                                                        |  |
| 2008  | Fashion                              | Abhijeet Sarin          | Madhur Bhandarkar                   | Priyanka Chopra, Kangana Ranaut, Mugdha Godse, Samir Soni, Arjan Bajwa                                                    |                                                        |  |
| 2009  | Mere Khwabon Mein Jo Aaye            | Vikram Singh            | Madhureeta Anand                    | Randeep Hooda, Raima Sen                                                                                                  |                                                        |  |
| 2009  | The Stoneman Murders                 | Kedar                   | Manish Gupta                        | Kay Kay Menon, Vikram Gokhale                                                                                             |                                                        |  |
| 2009  | Jai Veeru                            | Tejpal                  | Puneet Sira                         | Fardeen Khan, Kunal Khemu, Diya Mirza, Anjana Sukhani                                                                     |                                                        |  |
| 2009  | Kisaan                               | Aman Singh              | Puneet Sira                         | Jackie Shroff, Sohail Khan, Diya Mirza                                                                                    |                                                        |  |
| 2010  | Prem Kaa Game                        | Prem Sahni              | Ashok Kheny                         | Tara Sharma, Madhuri Bhattacharya, Salman Khan, Malaika Arora                                                             |                                                        |  |
| 2010  | Dabangg                              | Makhanchand Pandey      | Abhinav Kashyap                     | Salman Khan, Sonakshi Sinha, Sonu Sood, Mahi Gill, Om Puri                                                                | Producteur Lauréat, Meilleur film                      |  |
| 2011  | Ready                                | Gaurav                  | Anees Bazmee                        | Salman Khan, Asin | Spécial appearance                                     |  |
| 2011  | Do Aur Do Paanch                     |                         | Abhijeet Sengupta                   | Salman Khan | Post-production                                        |  |

### Réalisateur
| Année | Titre     | Acteurs                     | Notes    |
| ----- | --------- | --------------------------- | -------- |
| 2012  | Dabangg 2 | Salman Khan, Sonakshi Sinha | Tournage |

### Producteur
| Année | Titre     | Date de sortie    | Notes |
| ----- | --------- | ----------------- | --- |
| 2010  | Dabangg   | 10 septembre 2010 | Filmfare Award for Best Movie National Film Award for Best Popular Film Providing Wholesome Entertainment |
| 2012  | Dabangg 2 | 21 décembre 2012  | |